# Jhang
Jhang (urdú جھنگ) és una ciutat i municipalitat del Pakistan, província del Panjab (Pakistan), capital del districte de Jhang, a la vora del Chenab a Segons el cens de 1998 la població era de 387.418 habitants.

## Història
La ciutat va ser fundada al segle xv, però hauria estat destruïda al segle xvii pel riu, sent reconstruïda sota Aurangzeb. Després del 1747 va ser incorporada als dominis d'Ahmad Shah Durrani però el 1805 va caure en mans de Ranjit Singh de Lahore. El 1846 va passar sota control britànic a través de l'agent de Lahore i a control directe el 1849 quan van annexionar el Panjab; fou llavors capital d'un districte. La ciutat fou unida a Maghiana, a uns 3 o 4 km, i juntes van formar una municipalitat coneguda com a Jhang-Maghiana el 1867. La ciutat, a més de capital del districte, fou el centre del tahsil de Jhang que modernament està dividit en 55 "Union councils".